# Georg Radow

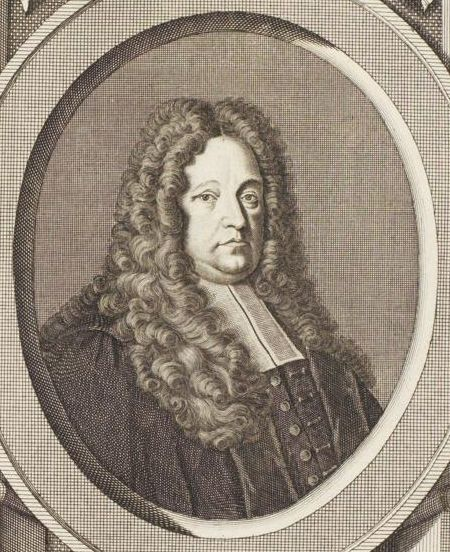
Georg Radow

Georg Radow, auch Radau (* 25. März 1635 in Saalfeld in Ostpreußen; † 30. April 1699 in Lübeck) war ein deutscher Rechtswissenschaftler und Syndicus der Hansestadt Lübeck.

## Leben
Georg Radow war der Sohn des Pastors Friedrich Radow in Saalfeld. Er begann sein Studium der Rechtswissenschaften 1651 an der Universität Königsberg und bezog 1654 die Universität Rostock. In Rostock bestand er 1660 sein juristisches Examen und wurde 1662 zum Doktor der Rechte promoviert. Er war in Rostock als Syndikus der mecklenburgischen Ritterschaft tätig. 1663 wurde er ordentlicher Professor der Rechtswissenschaften an der Universität Rostock und war mehrfach deren Rektor. 1686 wurde er als Syndicus der Stadt nach Lübeck berufen und behielt diese Stellung bis zu seinem Tode bei. 1692 wurde er zusätzlich Dompropst am Lübecker Dom.
Sein Neffe war Gottfried Weiss, Professor der Griechischen Sprache an der Rostocker Universität und später Superintendent in Lüneburg.